# Dungu (flod)
 byen Dungu.
Floden Dungu løber gennem provinsen Haut-Uelei Den Demokratiske Republik Congo. Den har sit udspring nær den Sydsudanske grænse og danner sydgrænsen for Garamba nationalpark. Den passerer gennem byen Faradje og løber sammen med Kibalifloden ved byen Dungu for at danne Uelefloden.
Floden løber mellem byen Dungu og den lokale landingsbane. Ved floden lever krokodiller, flodheste og slanger. I oktober 2012 fik usædvanligt store mængder nedbør floden til at gå over sine bredder, og lave oversvømmelser i Garamba National Park, herunder parkforvalterens hus.